# Hyparpax aurora
Hyparpax aurora är en fjärilsart som beskrevs av John Abbot och Smith 1797. Hyparpax aurora ingår i släktet Hyparpax och familjen tandspinnare. Inga underarter finns listade i Catalogue of Life.